# IC 581
IC 581 — галактика типу SBab у сузір'ї Лев.
Цей об'єкт міститься в оригінальній редакції індексного каталогу.